# Wilhelm Tomaschek

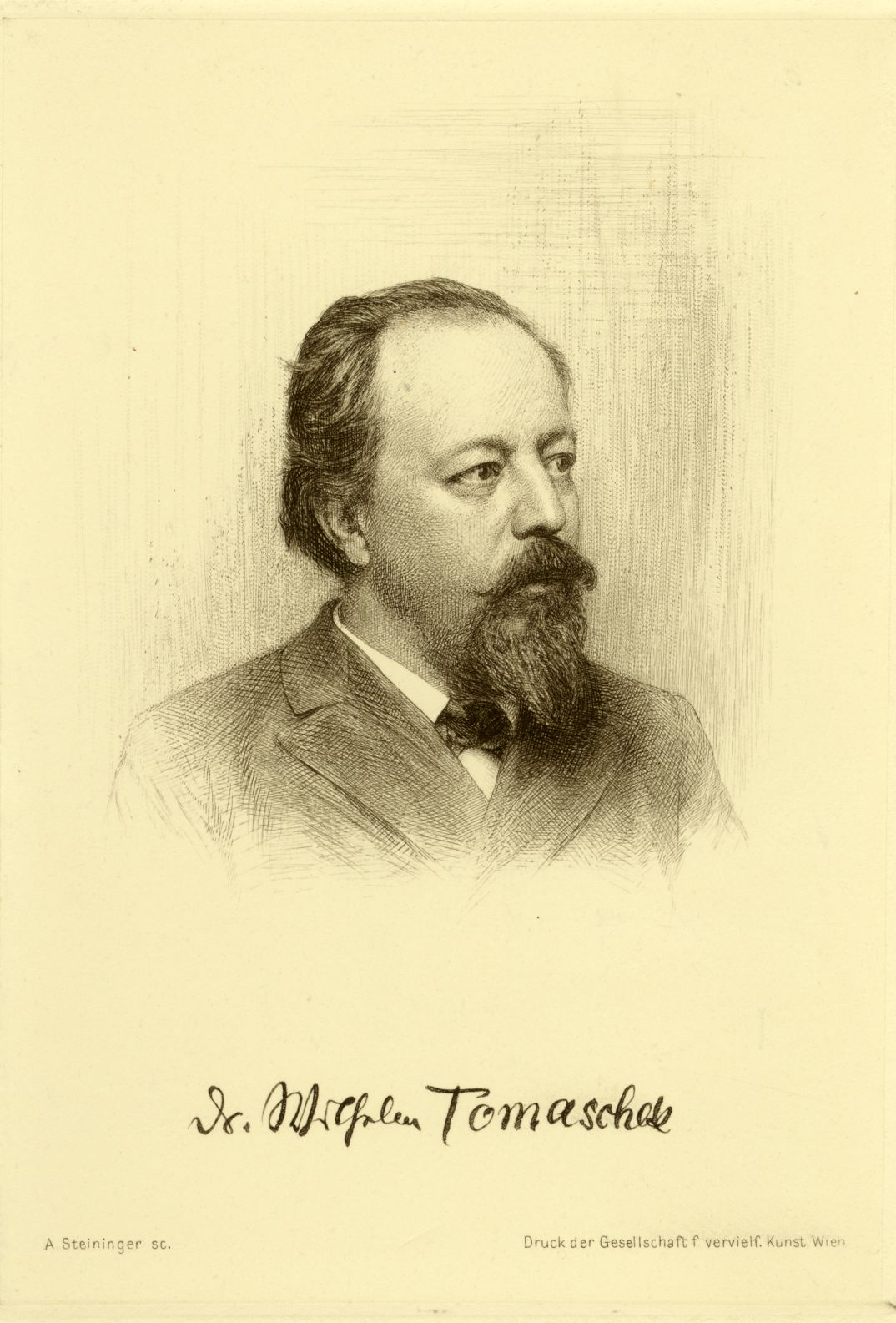
Wilhelm Tomaschek

Wilhelm Tomaschek (tschech. Vilém Tomášek) (* 26. Mai 1841 in Olmütz; † 9. September 1901 in Wien) war ein tschechisch-österreichischer Geograf. Sein Spezialgebiet war die Historische Geographie.

## Leben
Wilhelm Tomaschek war ein Sohn des Gymnasiallehrers Johann Adolf Tomaschek. Er studierte von 1864 bis 1863 an der Universität Wien.  1864  wurde er Lehrer  am  Landesgymnasium  in  St.  Pölten,  1868  am Kommunal-  und  Obergymnasium  Mariahilf in  Wien. Er unterrichtete ab 1877 als außerordentlicher Professor für Geografie an der Universität Graz. 1881 wurde er zum Ordinarius ernannt. Im akademischen Jahr 1884/1885 fungierte er als Dekan der philosophischen Fakultät. 1885 wechselte er an die Universität Wien.
Tomaschek war seit 1882 korrespondierendes Mitglied der Akademie der Wissenschaften zu Wien, seit 1899 wirkliches Mitglied. 1883 wurde er als korrespondierendes Mitglied in die Russische Akademie der Wissenschaften in Sankt Petersburg aufgenommen.
Zu seinen Ehren wurde 1933 die Tomaschekstraße im 21. Wiener Gemeindebezirk Floridsdorf benannt.

## Schriften (Auswahl)
- Centralasiatische Studien, 1877
- Zur historischen Topographie von Persien, 1883–1885
- Zur historischen Topographie von Kleinasien im Mittelalter, 1891
- Die alten Thraker. Eine ethnologische Untersuchung. Tempsky, Wien 1893–1894